# Cistus crispus
Cistus crispus är en solvändeväxtart som beskrevs av Carl von Linné. Cistus crispus ingår i släktet Cistus och familjen solvändeväxter. Inga underarter finns listade i Catalogue of Life.

## Bildgalleri

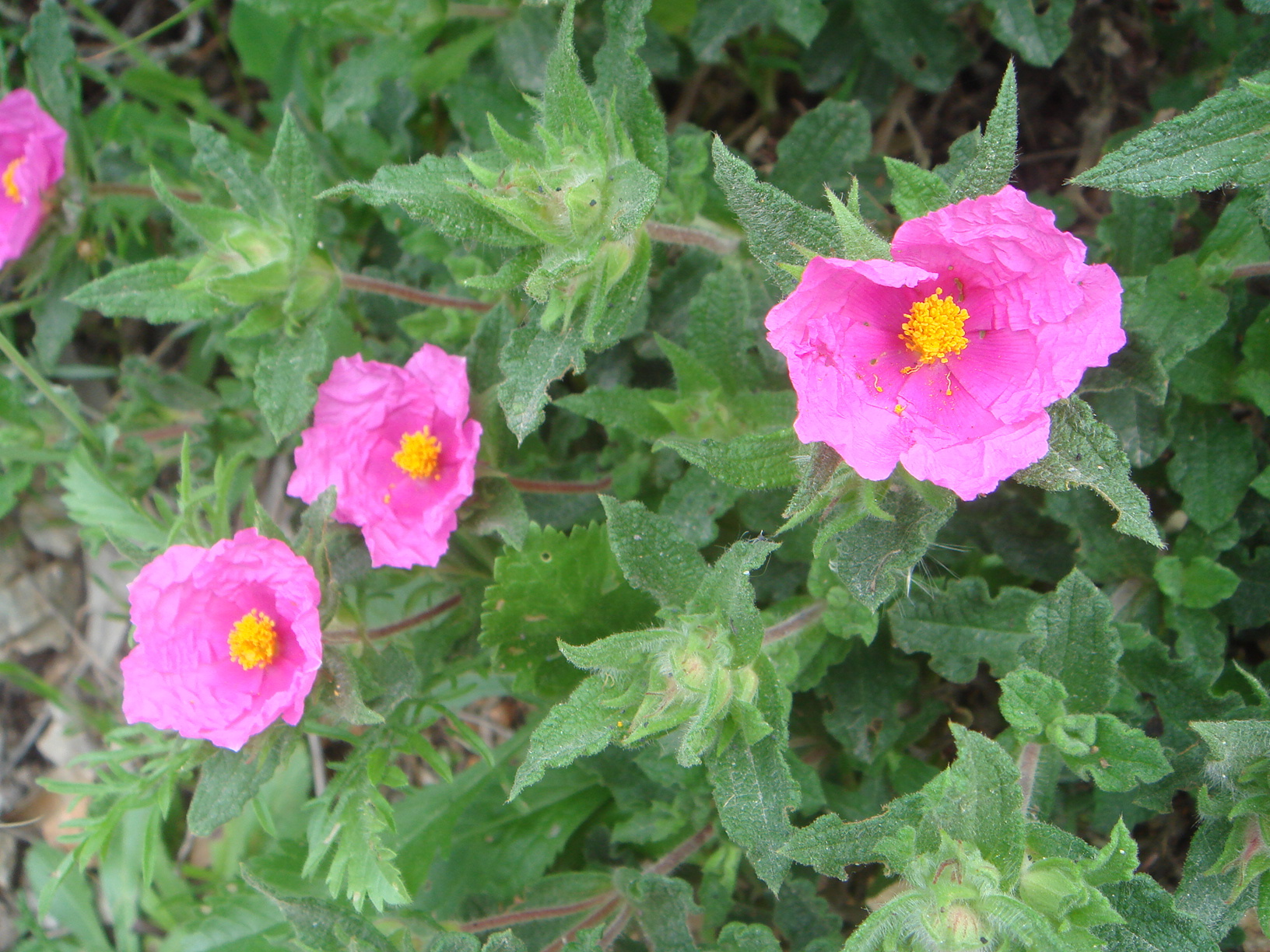
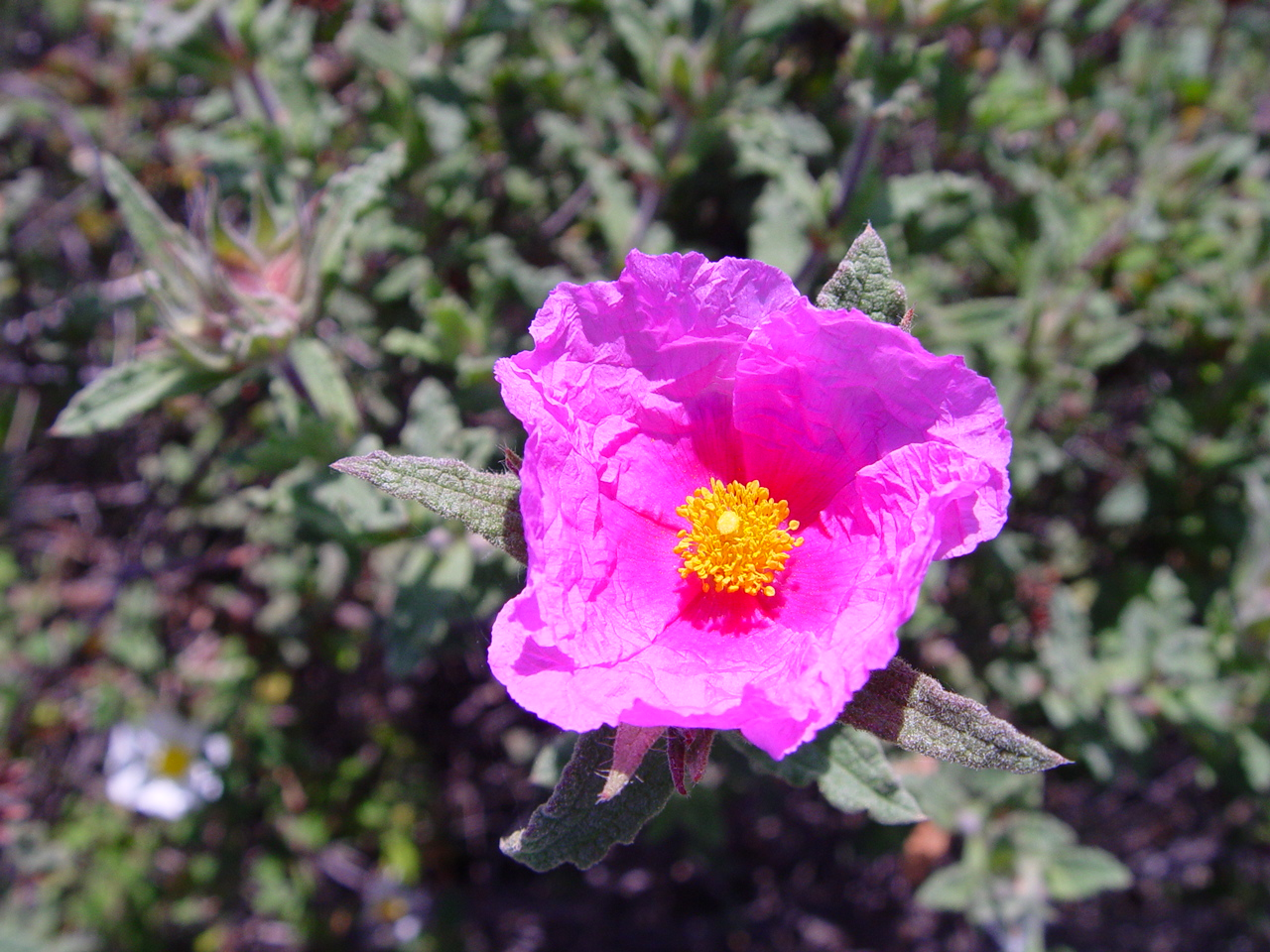
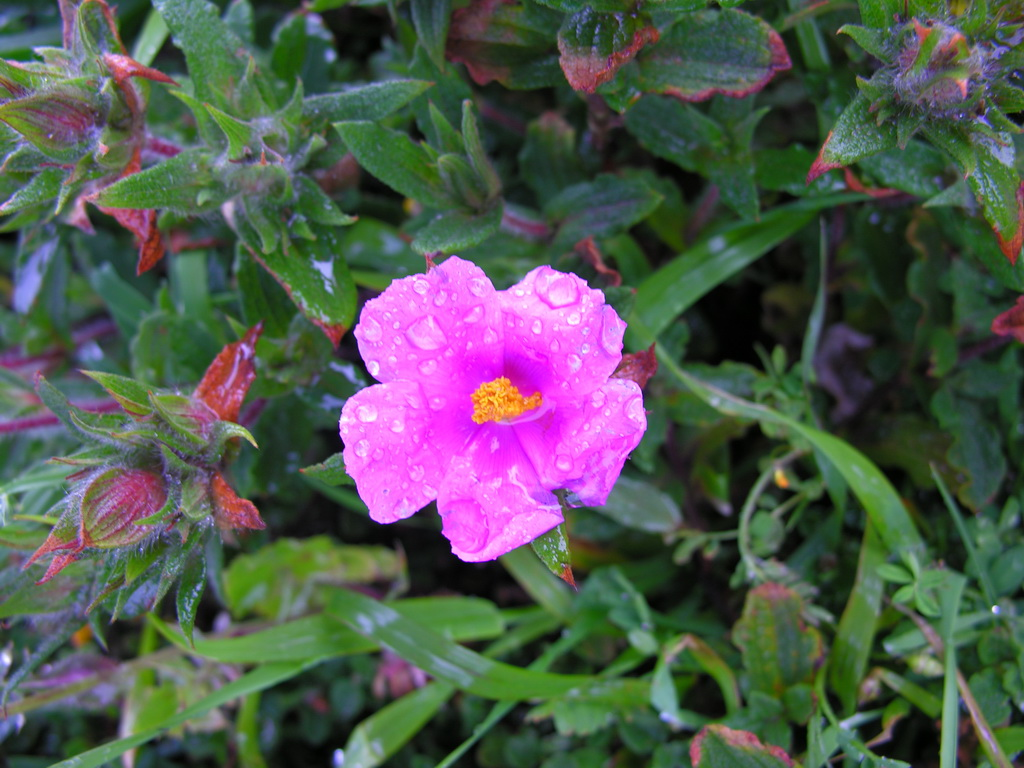
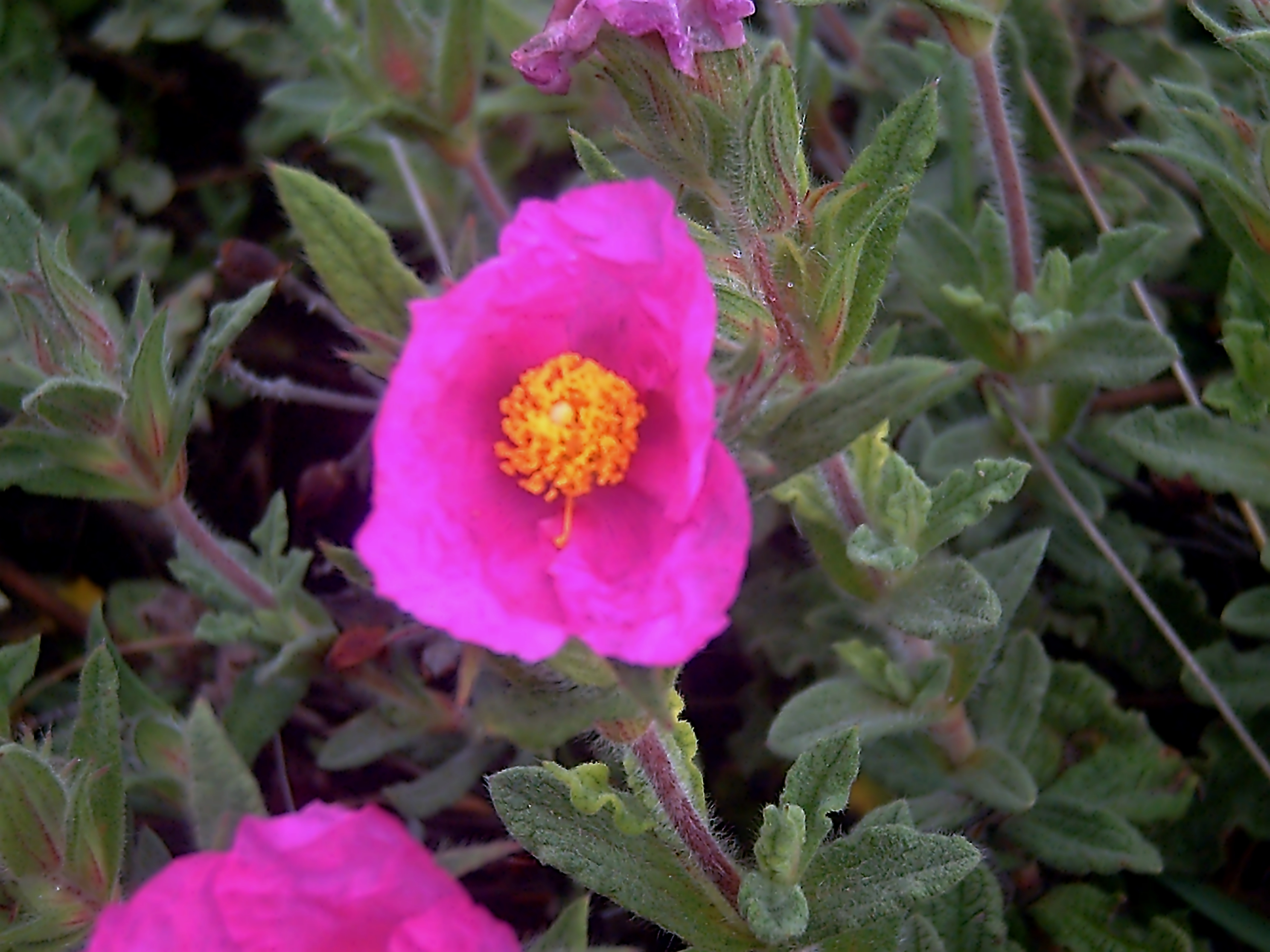
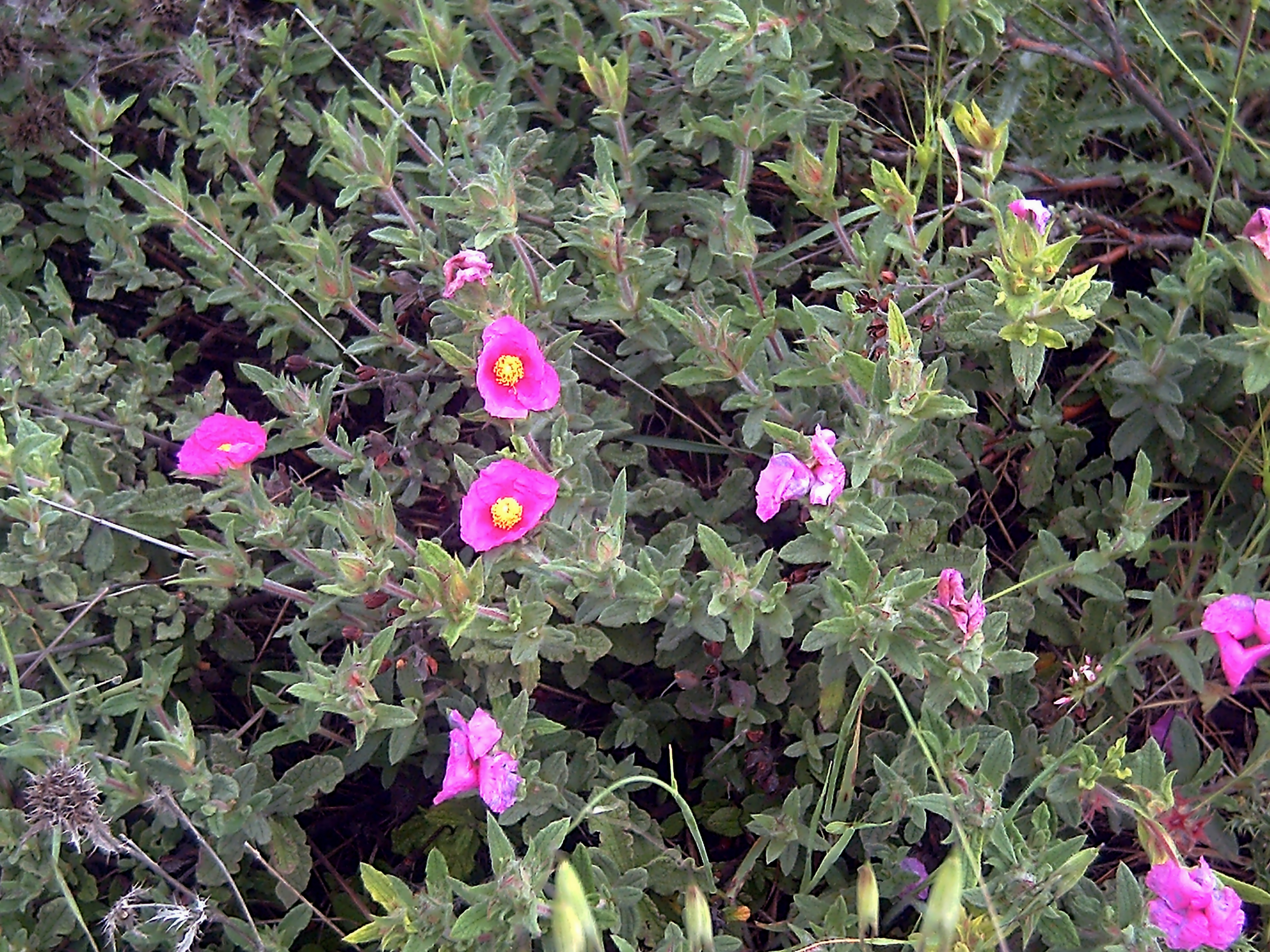